# Robert II van Meulan
Robert II van Meulan ook bekend als Robert van Beaumont (circa 1142 - Poitiers, 21 september 1207) was van 1166 tot 1203 graaf van Meulan, heer van Elbeuf en Beaumont-le-Roger. Hij behoorde tot het huis Beaumont.

## Levensloop
Robert was de oudste zoon van heer Walram IV van Meulan uit diens huwelijk met Agnes, dochter van heer Amalrik III van Montfort. In 1166 volgde hij zijn vader op als graaf van Meulan, heer van Elbeuf en heer van Beaumont-le-Roger. Tussen 1183 en 1191 regeerde hij samen met zijn zoon Walram V.
Tijdens het conflict tussen zijn feodale leenheer Jan zonder Land, de koning van Engeland, en koning Filips IV van Frankrijk bleef Robert trouw aan de eerste. Als gevolg liet Filips IV in 1203 tijdens zijn veldtocht door Normandië het graafschap Meulan bezetten. Roberts zoon Peter gaf daarbij de burcht van Beaumont-le-Roger zonder weerstand op. Deze burcht werd in oktober 1203 aan een van Filips leenmannen gegeven, terwijl zijn gebieden door de Franse kroon werden geconfisqueerd. Vervolgens werd Robert door Jan zonder Land belast met de verdediging van Rouen. Nadat de Fransen echter de onneembare geachte burcht van Château-Gaillard veroverden, gaf hij de strijd op en onderwierp hij zich in juni 1204 met de Capitulatie van Rouen aan de Franse koning.
Hij overleed in september 1207 in Poitiers. 

## Huwelijk en nakomelingen
Rond 1165 huwde hij met Maud, dochter van Reginald de Dunstanville, graaf van Cornwall. Ze kregen volgende kinderen:
- Mabilla (overleden in 1204), huwde met William de Redvers, graaf van Devon
- Walram V (overleden in 1191), medegraaf van Meulan.
- Peter (overleden in 1203)
- Hendrik (overleden rond 1204)
- Agnes, huwde met heer Gwijde IV van La Roche-Guyon
- Johanna, huwde met graaf Robert II van Harcourt